# Allison Janney
Allison Brooks Janney (Dayton (Ohio), 19 november 1959) is een Amerikaans actrice, onder meer bekend vanwege haar rol van persvoorlichter C.J. Cregg in de televisieserie The West Wing. In 2018 won ze een Oscar, een Golden Globe en een BAFTA voor haar rol van LaVona Golden in de film I, Tonya.

## Biografie

### Jeugd
Janneys ouders zijn onroerendgoedontwikkelaar en jazzmuzikant Jervis Spencer Janney jr. en voormalig actrice Macy Putnam. Janney heeft nog twee oudere broers, Hal en Jay.
Als kind ging Janney naar de Miami Valley School in Dayton en de Hotchkiss School in Connecticut. Hierna volgde ze onderwijs aan het Kenyon College, waar ze les kreeg van Paul Newman. Hierna ging ze drama studeren aan het Neighborhood Playhouse in New York en de Royal Academy of Dramatic Art in Londen.
Janney droomde er als kind van om ijsdanseres te worden, maar moest dit opgeven vanwege een ongeluk.

### Carrière
Janneys eerste rollen op televisie waren in de soapseries As the World Turns, waar ze Vi Kaminski vertolkte, en The Guiding Light, waar ze twee jaar lang Ginger speelde.
Hierna speelde Janney in verschillende films, waaronder American Beauty, The Object of My Affection, Drop Dead Gorgeous, Primary Colors en 10 Things I Hate about You. In 1999 werd ze gecast voor de rol van Claudia Jean 'C.J.' Cregg, de persvoorlichter van president Bartlett, in de televisieserie The West Wing. Om deze rol zo goed mogelijk te spelen heeft ze verschillende ontmoetingen gehad met Dee Dee Myers, die van 1993 tot 1994 persvoorlichter was van het Witte Huis onder president Bill Clinton. De serie en ook haar rol leverden haar een aantal nominaties en prijzen op (waaronder in 2000 en 2001 een Emmy Award in de categorie beste vrouwelijke bijrol in een dramaserie, en in 2002 en 2004 in de categorie beste vrouwelijke hoofdrol in een dramaserie). In 2002 werd ze genomineerd voor een American Film Institute Award in de categorie actrice van het jaar - serie. Deze prijs wordt beschouwd als een van de hoogst gewaardeerde acteerprijzen. De prijs ging echter naar Edie Falco voor haar rol in de serie The Sopranos. In de laatste seizoenen daalden de kijkcijfers van The West Wing, maar de waardering voor Janney bleef. In januari 2006 werd de serie stopgezet.
In 2005 werd Janney genomineerd voor een Independent Spirit Award voor haar optreden in de film Our Very Own. Bij deze film was een aantal vrienden uit haar tijd bij het Neighborhood Playhouse betrokken, onder wie de producent Shannon McMahon Lichte en medespeler Allison Mackie. Schrijver/regisseur Cameron Watson, die zij ook nog van vroeger kende, heeft de rol van Joan voor haar geschreven.
Ook is Janney actief gebleven in het theater. In 1998 werd ze genomineerd voor een Tony Award voor haar rol in het stuk A View from the Bridge van Arthur Miller. Haar eerste optreden op Broadway was in Present Laughter. In 2007 nam ze deel aan een workshop voor een nieuwe musical van de film 9 to 5.

## Nominaties en prijzen
Hieronder de nominaties voor prijzen die Janney heeft gekregen. Wanneer een nominatie geel gekleurd is, heeft zij deze prijs ook gewonnen. Naast deze prijzen kreeg ze in 2016 een ster op de Hollywood Walk of Fame.
- Bibsys: 5010544
- Biblioteca Nacional de España: XX1796101
- Bibliothèque nationale de France: cb15110567w (data)
- CiNii: DA16570096
- Gemeinsame Normdatei: 142744069
- International Standard Name Identifier: 0000 0001 0654 9887
- Library of Congress Control Number: no99089872
- MusicBrainz: 574d159d-6fbd-4c36-bde7-30a5542417de
- Nationale Bibliotheek van Tsjechië: xx0075166
- Nationale Bibliotheek van Israël: 987007449291705171
- Nederlandse Thesaurus van Auteursnamen: 174684223
- Système universitaire de documentation: 147636841
- Virtual International Authority File: 74149357
- WorldCat: E39PBJfx7X7yPDgd6CdGRx9xDq